# Parnassius arctica
Espèce
Parnassius arctica ou Apollon de Sibérie est une espèce de lépidoptères de la famille des Papilionidae, de la sous-famille des Parnassiinae et du genre Parnassius. C'est un papillon de haute altitude qui se trouve dans le Nord-Est de la Iakoutie.

## Systématique
L'espèce Parnassius arctica a été décrite en 1968 par l'entomologiste allemand Curt Eisner (1890-1981),.
Synonymes :
- Parnassius arcticus Eisner, 1968 (holotype)[3]
- Parnassius ammosovi Korshunov, 1988[3]

## Liste des sous-espèces
Selon BioLib (23 novembre 2021) :
- sous-espèce Parnassius arcticus arbugaevi Yakovlev & Shapoval, 2020
- sous-espèce Parnassius arcticus arcticus (Eisner, 1968)

## Description
Parnassius arctica est un papillon au corps poilu, aux ailes blanches marquées de gris beige dans leur partie basale et au bord interne des ailes postérieures et orné d'une ligne submarginale de chevrons.

## Biologie
Parnassius arctica s'envole de mi-juin à juillet.
Il hiverne à divers stades de développement car son cycle de vie demanderait deux années.

### Plantes hôtes
La plante hôte de sa chenille est Corlidalis gorodhoui.

## Écologie et distribution
Parnassius  arctica est présent en Iakoutie.

### Biotope
Parnassius arctica réside au-dessus de 1 500 m dans les montagnes de Iakoutie.

#### Bases de référence
P. arctica :
- (en) Animal Diversity Web : Parnassius arctica (consulté le 17 mai 2015)
- Catalogue of Life : Parnassius arctica (Eisner, 1968)

P. Arcticus :
- (en) NCBI : Parnassius arcticus (taxons inclus) (consulté le 2 juin 2015)
- (en) Tree of Life Web Project : Parnassius arcticus (consulté le 2 juin 2015)

#### Autres liens externes
- (fr + en) GBIF : Parnassius arctica (Eisner, 1968)
- Parnassius
- SZMN